# Wormaldia pauliani
Wormaldia pauliani är en nattsländeart som beskrevs av Ross 1956. Wormaldia pauliani ingår i släktet Wormaldia och familjen stengömmenattsländor. Inga underarter finns listade i Catalogue of Life.